# Antonín Veselý
Antonín Veselý (ur. 29 czerwca 1918 w Wiedniu, zm. 1 grudnia 1983 w Ołomuńcu) – czeski duchowny katolicki, działacz ruchu księży patriotów w Czechosłowackiej Republice Socjalistycznej, wikariusz generalny administratury apostolskiej w Czeskim Cieszynie w latach 1953–1962, ordynariusz czeskocieszyński w latach 1962–1978, wikariusz generalny archidiecezji ołomunieckiej w Czeskim Cieszynie w latach 1978–1983.
W latach 1945–1983 Antonín Veselý był lojalnym współpracownikiem reżimu komunistycznego w Czechosłowacji. W latach 1975–1983 pełnił funkcję przewodniczącego federalnego Stowarzyszenia Duchowieństwa Katolickiego Pacem in Terris w Czechosłowackiej Republice Socjalistycznej.

## Życiorys
Antonín Veselý urodził się w Wiedniu pod koniec I wojny światowej w rodzinie urzędniczej. Gdy zmarł jego ojciec rodzina przeprowadziła się z Austrii na Morawy.
Ukończył gimnazjum w Poličce, a następnie wstąpił do seminarium duchownego diecezji hradeckiej. Od 1944 pracował jako ksiądz diecezjalny w Chocni, Lázních Bělohradě i Mlázovicach. W 1948 dał się poznać w realiach nowego ustroju jako karierowicz. Był aktywistą popierającym reformy socjalistyczne i działaczem ruchu ludowego wypełniającym lojalnie zalecenia władz. W 1951 pod wpływem działań Urzędu ds. Kościoła, a także prawdopodobnie StB został przeniesiony z diecezji hradeckiej do pracy w administraturze apostolskiej w Czeskim Cieszynie, gdzie szybko awansował. Został natychmiast po translokacji mianowany osobistym sekretarzem Františka Onderka. W 1953 został wikariuszem generalnym administratury apostolskiej w Czeskim Cieszynie, a w 1962 otrzymał funkcję kanonika kapituły katedralnej hradeckralovskiej. 
Na dwa dni przed śmiercią Františka Onderka otrzymał od niego specjalne pełnomocnictwa do zarządu administraturą apostolską. 29 października 1962 bez prekonizacji, a jedynie na podstawie decyzji władzy świeckiej objął funkcję ordynariusza w Czeskim Cieszynie. Jego nominacja była niezgodna z prawem kanonicznym i nie została uznana przez Stolicę Apostolską. Jego wizyty w Watykanie celem uzyskania zatwierdzenia na urzędzie i zgody na sakrę biskupią były ignorowane przez Kurię Rzymską i traktowane jako prywatne. Podjęte przez Antoníniego Veselýego próby uzyskania audiencji u papieża Pawła VI nie doszły nigdy do skutku. 
W latach 1962–1978 działał faktycznie samowolnie jako ordynariusz w Czeskim Cieszynie. Jego pozycja w patriotycznym ruchu katolickim i ochrona ze strony władzy czechosłowackiej spowodowały, że nie został nigdy oficjalnie potępiony karami kościelnymi przez Stolicę Apostolską. Zarządzając administraturą apostolską kierował się zasadą divide et impera. Wierni oskarżali go, że żył w konkubinacie i korzystał z przywilejów przynależnych dygnitarzom partyjnym. Zarzucano mu, że nienależycie gospodarował powierzonym mu majątkiem kościelnym oraz odbywał liczne, prywatne wycieczki zagraniczne. Z drugiej strony miał zdolność do pomagania księżom, którzy utracili zezwolenia na wykonywanie posługi kapłańskiej w innych diecezjach. Był też organizatorem Funduszu Samopomocy Administratury Apostolskiej, za pomocą którego dokonano wielu remontów starych świątyń. Przeprowadził też w administraturze apostolskiej bez większych problemów reformę liturgiczną po Soborze Watykańskim II.
W 1978 po włączeniu przez papieża Pawła VI terytorium administratury apostolskiej w Czeskim Cieszynie do archidiecezji ołomunieckiej Antonín Veselý utracił swoje faktyczne stanowisko w hierarchii kościelnej. Dzięki temu został jednak uregulowany jego status kanoniczny w Kościele rzymskokatolickim. Lojalny wobec władzy komunistycznej biskup Josef Vrana mianował Antonína Veselýego prałatem, kanonikiem kapituły katedralnej ołomunieckiej, a także ponownie ustanowił wikariuszem generalnym w Czeskim Cieszynie.
Pod koniec życia cierpiał na miażdżycę. Zmarł w wyniku komplikacji po przebytym udarze mózgu. Pochowany został w Poličce.

## Działalność polityczna
Antonín Veselý rezydując w Czeskim Cieszynie zajmował niższe stanowiska polityczne. Był członkiem Miejskiego Komitetu Narodowego i powiatowej komisji Frontu Narodowego. Brał aktywny udział w Ruchu Pokojowym Duchowieństwa Katolickiego, gdzie pełnił funkcję członka Komitetu Centralnego i przewodniczącego Diecezjalnego Komitetu Pokoju w Czeskim Cieszynie.
Był współzałożycielem i aktywnym działaczem Stowarzyszenia Duchowieństwa Katolickiego Pacem in Terris. Przewodniczył tej organizacji przez ostatnie lata swojego życia.